# Hurricane in Galveston
Hurricane in Galveston er en amerikansk stumfilm fra 1913 af King Vidor.